# Dzień flagi (Argentyna)
Dzień flagi (hisz. Día de la Bandera Nacional) – argentyńskie święto powstałe dla upamiętnienia twórcy flagi tego państwa, Manuela Belgrano. Obchodzone jest 20 czerwca, w nawiązaniu do dnia jego śmierci w 1820.

## O twórcy flagi i jej pochodzeniu

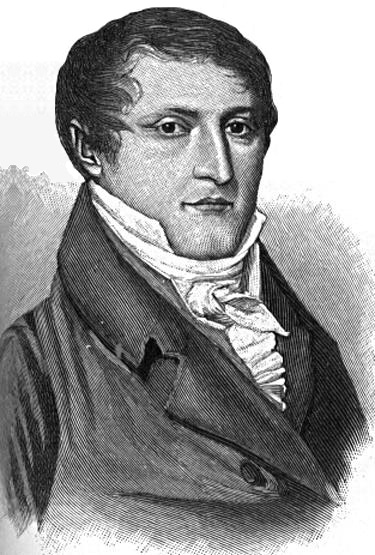
Twórca flagi Argentyny, Manuel Belgrano

Manuel Belgrano, właściwie Manuel José Joaquín del Corazón de Jesús Belgrano był generałem, uczestnikiem wojen o argentyńską niepodległość, jednym z głównych wyzwolicieli i politycznych liderów państwa. W bitwie nad rzeką Parana, dowodzący Argentyńczykami Belgrano zdał sobie sprawę z tego, że zarówno siły podległe hiszpańskiej koronie, jak i żołnierze pod jego dowództwem używają tej samej flagi. Generał podjął więc decyzję o zaprojektowaniu nowej bandery. Po raz pierwszy wywieszono ją na zdobytej baterii artylerii nad rzeką Parana, w 1812. Dziś nie jest pewne, jaka symbolika stoi za flagą. Niektórzy uważają, że niebieski reprezentuje kolor Maryi, niebo czy wody estuarium Rio de la Plata. Biały zaś zapewne symbolizuje srebro – Argentyna wzięła swoją nazwę od łacińskiego słowa argentinum, które oznacza właśnie srebro.

## Zwyczaje
Święto ma w Argentynie dużą wagę. Utrzymane jest w duchu jedności narodowej, do której odnoszą się politycy dający tego dnia przemówienia. Organizowane są liczne parady z udziałem sił zbrojnych i weteranów wojny, a w obchodach w stolicy uczestniczy prezydent. Mają miejsce różne lokalne inicjatywy, takie jak malowanie twarzy lub całych ciał w narodowe barwy. Największe uroczystości są transmitowane przez telewizję.